# Alexy Faure Prost
Alexy Faure Prost (22 april 2004) is een Frans wielrenner die in 2024 prof werd bij Intermarché-Wanty

## Carrière
Als junior won Faure Prost een etappe in de Ronde van de Valromey. Het jaar erna maakte hij, als belofte, de overstap naar Circus-ReUz-Technord. Namens die ploeg won hij in het voorjaar twee Waalse amateurkoersen. In juni stond hij aan de start van de Giro Next Gen, de Ronde van Italië voor beloften. In de vierde etappe, met aankomst op de Stelviopas, was enkel de latere eindwinnaar Johannes Staune-Mittet eerder aan de aankomst. In het eindklassement werd Faure Prost vijfde, waarmee hij wel de beste jongere was. Een maand later werd hij tweede in het eindklassement van de Ronde van de Aostavallei, een andere Italiaanse beloftenkoers. Ditmaal was Darren Rafferty de betere. Wederom won Faure Prost wel het jongerenklassement. In augustus werd hij nationaal kampioen op de weg door solo als eerste over de finish te komen in Plédran.
In 2024 werd Faure Prost prof bij Intermarché-Wanty, dat hem na één seizoen door liet stromen vanuit hun opleidingsploeg. In februari van dat jaar stond hij aan de start van de Ronde van Oman. Na vijf etappes eindigde hij op de tiende plek in het klassement, op ruim anderhalve minuut van winnaar Adam Yates.

## Overwinningen
2022
5e etappe Ronde van de Valromey
2023
Jongerenklassement Giro Next Gen
Jongerenklassement Ronde van de Aostavallei
 Frans kampioen op de weg, Beloften

### Resultaten in voornaamste wedstrijden
|      | \| Jaar \| Amstel Gold Race \| Clásica San Sebastián \| \| ---- \| ---------------- \| --------------------- \| \| 2024 \| opgave \| opgave \| \| 2025 \| \| opgave \| |                       |
| Jaar | Amstel Gold Race | Clásica San Sebastián |
| 2024 | opgave | opgave                |
| 2025 | | opgave                |

### Resultaten in kleinere rondes
| Jaar | Ronde van de VAE | Ronde van het Baskenland |
| ---- | ---------------- | ------------------------ |
| 2024 | 51e              | 77e                      |

## Ploegen
- 2023 –  Circus-ReUz-Technord
- 2024 –  Intermarché-Wanty
- 2025 –  Intermarché-Wanty

Braet · Busatto · Calmejane · Colleoni · De Pooter · Faure Prost · Girmay · Goossens · Herregodts · Kuypers(vanaf 4/4) · Marit · Meintjes · Mihkels · Page · Paquot · Petilli · Petit · Planckaert · Rex · Rota · Smith · Taaramäe · Teunissen · Thijssen · van der Hoorn · Van Hoecke · van Poppel · van Sintmaartensdijk · Zimmermann · Dolven(stagiair)